# ديفيد سميث (محامي)
ديفيد سميث (بالإنجليزية: David Stanley Smith)‏ هو محامي نيوزيلندي، ولد في 11 فبراير 1888 في دنيدن في نيوزيلندا، وتوفي في 29 ديسمبر 1982.